# Каптейн c
Каптейн c — экзопланета (суперземля) у звезды Каптейна. Наряду с Каптейн b является одной из двух известных на сегодняшний день экзопланет в системе красного субкарлика VZ Живописца. Удалена от Земли на 13 световых лет в направлении созвездия Живописца.

## Обнаружение планеты
Материнская звезда была обнаружена ещё в XIX веке голландским астрономом Якобусом Корнелиусом Каптейном. Звезда имеет видимую звёздную величину mV 8,853, что допускает её наблюдение даже с помощью любительского телескопа с малой апертурой. Для поиска экзопланет в системе этой звезды, астрономы использовали спектрометр HARPS (High Accuracy Radial velocity Planet Searcher), принадлежащий Европейской южной обсерватории. Измерив незначительные периодические изменения в движении звезды и применив для расшифровки данных метод Доплера, при котором спектр света звезды изменяется в зависимости от её скорости, астрономы смогли вычислить некоторые характеристики экзопланеты, такие как масса и орбитальный период. Позже данные были подтверждены с помощью спектрометра HIRES (High Resolution Echelle Spectrometer) в обсерватории Кека на Гавайях и прибора PFS (Planet Finder Spectrograph) на телескопе Магеллан II в Чили. Данные продемонстрировали умеренный избыток в изменчивости светимости звезды, поэтому стало понятно, что система Звезды Каптейна имеет экзопланеты с очень коротким орбитальным периодом.

## Образование планеты
В пресс-релизе, опубликованном в журнале «Monthly Notices of the Royal Astronomical Society», астрономы отмечают, что у системы звезды Каптейна очень интересная история. Она сформировалась в карликовой галактике, которая была поглощена нашей галактикой Млечный Путь на ранних этапах её существования. В результате звезда Каптейна и её планеты были выброшены на эллиптическую орбиту в галактическом ореоле, области, окружающей диск Млечного Пути. Предполагается, что остатки карликовой галактики Омега Центавра, которая теперь удалена от нас на 18 300 световых лет, содержат сотни тысяч подобных VZ Живописца старых светил.

## Дальнейшее исследование
На данный момент лишь несколько свойств древних экзопланет известны астрономам — масса, орбитальный период и расстояние до нашей планетной системы. В дальнейшем учёные планируют изучить состав атмосфер планет системы звезды Каптейна с использованием современных инструментов. Как заявляет Ричард Нельсон, один из участников исследовательской группы, большой вклад в изучение планеты может внести перспективная орбитальная астрономическая обсерватория PLATO (PLAnetary Transits and Oscillations of stars). По результатам её работы с помощью группы фотометров удастся уточнить большее количество параметров экзопланеты.